# Sebastião Helvécio
Sebastião Helvecio Ramos de Castro (Juiz de Fora, 30 de novembro de 1946), mais conhecido como Sebastião Helvecio,  é um médico e político brasileiro. Exerceu o sexto mandato consecutivo na Assembleia Legislativa de Minas Gerais. Foi secretário de Estado da Saúde, entre 1988 e 1989, e vice-prefeito de Juiz de Fora entre 2001 e 2002.
É formado em Medicina, pela Universidade Federal de Juiz de Fora, e Direito, pela Faculdade Vianna Júnior. Possui Especialização em Didática do Ensino Superior, pela UFJF, em Pediatria, pela Sociedade Brasileira de Pediatria. É doutor em Saúde Coletiva pela UERJ, pesquisando o tema "Sístoles e Diástoles no financiamento da saúde em Minas Gerais", em que estudou as políticas públicas de gestão do setor.
Como político, destacou-se pela criação do primeiro banco público de sangue de Minas Gerais, o Hemominas, implantado durante sua gestão como secretário estadual de saúde. O Hemominas possibilitou que toda a população tenha acesso gratuito a um sangue de qualidade, tornando-se referência nacional desde então.
Na Assembleia Legislativa de Minas Gerais, foi presidente da Comissão Especial dos Centros de Convenções, Feiras e Exposições (2006), criada para definir o modelo de gestão para os Expominas, e do Transporte de Automóveis (2003), das comissões especiais criadas para analisar as Propostas de Emendas à Constituição 45, 51 e 53/2003 e 4ª-secretário da Mesa (1993/94);
Foi relator do Plano Plurianual de Ação Governamental (PPAG) 2003/07 e da Lei de Diretrizes Orçamentárias (LDO) de 2004, 2005 e 2006.
No atual mandato é vice-presidente da Comissão de Ética e Decoro Parlamentar e membro efetivo da Comissão de Fiscalização Financeira e Orçamentária da ALMG. É, também, suplente das comissões de Constituição e Justiça, Defesa do Consumidor e do Contribuinte e Segurança Pública.